# Villa del Rosario, Norte de Santander
Villa del Rosario là một khu tự quản thuộc tỉnh Norte de Santander, Colombia. Thủ phủ của khu tự quản Villa del Rosario đóng tại Villa del Rosario Khu tự quản Villa del Rosario có diện tích 228 ki lô mét vuông. Đến thời điểm ngày 28 tháng 5 năm 2005, khu tự quản Villa del Rosario có dân số 47819 người.